# 日用品
日用品（にちようひん、英語: daily necessities）とは、生活していくために必要な物のことである。
生活必需品（せいかつひつじゅひん）、（日用）雑貨（（にちよう）ざっか）ともいわれる。
ただし、その範囲は統計や調査など文脈により異なる。

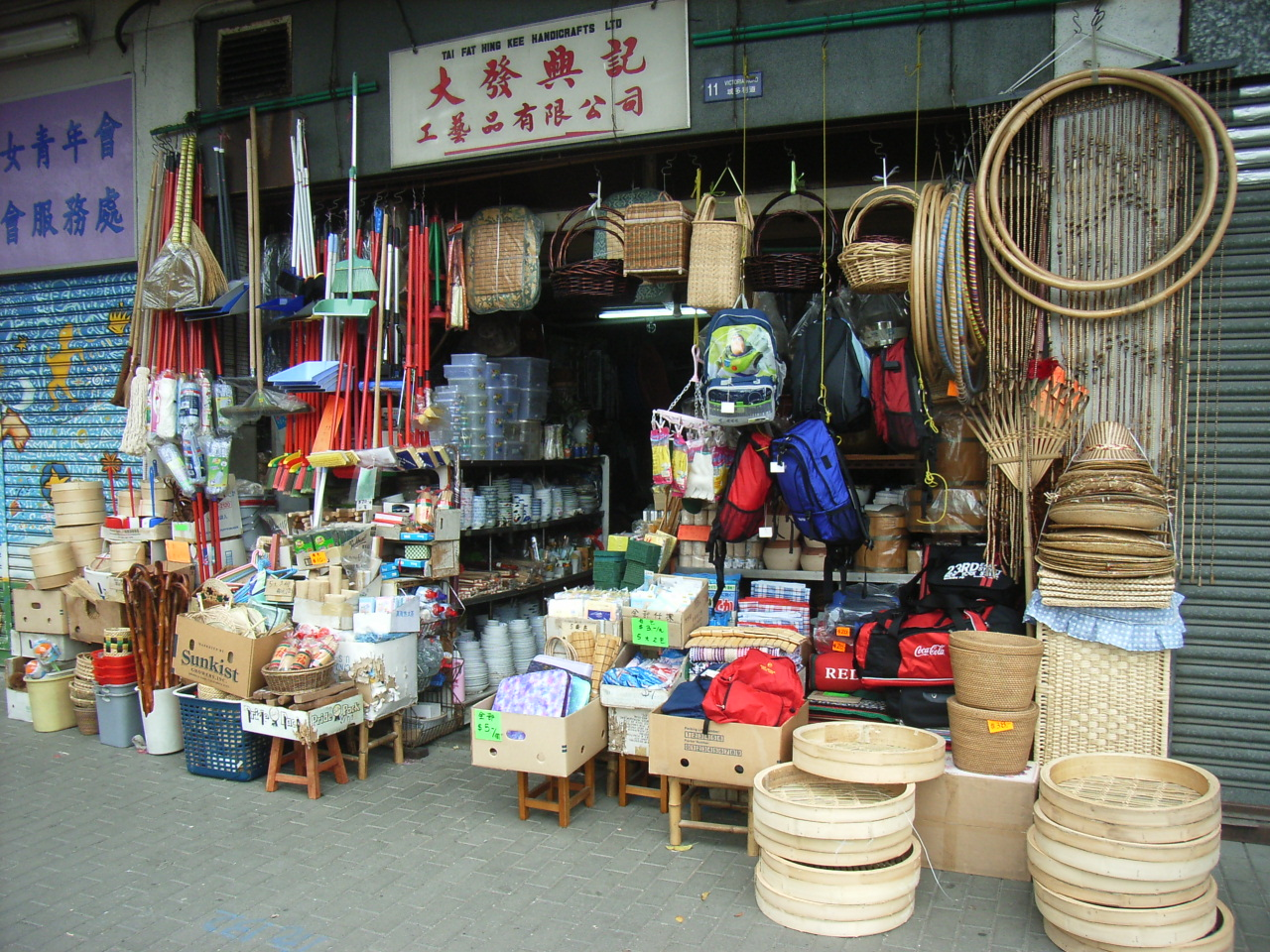
香港の生活雑貨店

## 概要
日用品は「日常生活に密着した物品」と定義される。一般的には、食料品や衣料品などを除く「人が日々生活していくために必要な消費財」をいう。日用品は一般的には購入しても一度のみ、もしくは短期間の使用のため非耐久消費財に分類される。
ただし、「日用品」の範囲は統計や調査など文脈により異なる。日用品の具体例として、家具、オフィス家具、金属製品、合成樹脂製品、陶磁器、ほうろう鉄器、漆器、ガラス製品、木竹製品、刃物、スポーツ用品、ベビー用品、文房具、楽器、玩具、喫煙具、眼鏡、宝石などが挙げられる場合もある。
日用品は食品とともに最寄品（もよりひん）と呼ばれることもある。食品や日用品を販売する小売業として代表的な業態は、総合スーパー（GMS）や食品スーパー（SM）で、日常生活に必要な商品を幅広く取り扱う業態である。このほかドラッグストア（DGS）では医薬品や化粧品、日用雑貨が中心に取り扱われてきた。
食品・日用品の主要チャネルは食品スーパー（SM）、コンビニエンスストア（CVS）、ドラッグストア（DGS）とされてきた。しかし、インターネットにおける通信販売（EC）でも食品・日用品の取り扱いが拡大しており、食品・日用品は多様な業態で販売されるようになっている。

## 雑貨と荒物

### 雑貨
「雑貨」はもとは金物屋で売られている石鹸（せっけん）や束子（たわし）のような生活消耗品、小間物屋などで扱われていた便箋や封筒などの日用品を言った。第二次世界大戦後、土産物屋や民芸品店の増加、百貨店やデパート、スーパーマーケットなど多種多様な店舗形態の出現により、品目を明確に分類しづらいものが雑多な貨物（miscellaneous goods）として一括りになり「雑貨」として扱われるようになった。

### 荒物
荒物とは、ほうき、ザル、ボウルなど家庭用品や小間物などの総称をいう。荒物を扱う店舗を荒物屋といった。

## 日用品と季節性

### 商品の態様
日用品には年間を通じ平均的に消費されるカテゴリと、季節や気温の変化、または行事等が深く関係する季節性カテゴリがある。
年間を通じ平均的に消費される商品群は、人間が生活する上で定期的に消費するもので、洗濯用洗剤、洗濯用品、住宅用洗剤、住宅用品、台所用洗剤、台所用品、風呂用洗剤、風呂用用品、トイレ用洗剤、トイレ用品、掃除用品、オーラルケア用品、トイレタリー用品 、スキンケア用品、ヘアケア用品、フェイスケア用品、シェービング用品、化粧品、消臭剤・芳香剤などがある。
一方、季節性の強い商品群には、冬のカイロや入浴剤、春先から売れ行きが伸びる殺虫剤などの殺虫関連日用品、季節の変わり目の防虫剤や除湿剤、彼岸や盆暮れのろうそくや線香などであり、繁忙期と閑散期で数倍から数十倍の消費量の違いがある。

### 季節指数
季節指数（季節変動指数）とは、季節（あるいは月）ごとの自然現象や社会習慣により商品の売り上げの変動を、月別平均法、連環比率法、百分率法などの方法で月単位で指数化したものである。数値が高いほど需要が高まり、低いほど需要は低くなる。各メーカーや小売店はこの指数を元に、生産や販売の調整を行っている。

## 日用品の例
日用品として、生活用品さらに文化用品を挙げる例がある。以下は一例。
- 生活用品
  - 台所用品・食卓用品 - 食器など
  - 衣服（靴下、帽子、手袋含む）
  - 身の回り品 - ハンカチ、カバン、扇子など
  - 履物
  - 装身具 - 化粧品、頭髪用具、かつらなど
  - 家庭用繊維製品 - 床敷物、寝具、カーテン、タオル、イスカバーなど
  - 家具 - タンス、戸棚、ベッド、テーブル、イスなど
  - 冷暖房・調理用機器、衛生設備用品 - 暖房機器、温水器、調理機器など
  - その他住生活用品 - バケツ、洗面器、風呂用品など
  - 医療用品等 - 家庭用治療機器、眼科用品など
  - 家庭用化学製品 - 化粧品、歯磨き、洗剤など
- 文化用品
  - 娯楽装置・玩具
  - 楽器
  - スポーツ用具
  - 印刷物・レコード・記録物
  - 文具・紙製品・事務用具等
  - その他の生活・文化用品 - マッチ、ろうそくなど[8]